# Casa Carbonell
L'edifici Carbonell o Casa de Carbonell és una construcció residencial situada al passeig de l'Esplanada n. 2 d'Alacant (l'Alacantí, País Valencià), data de 1924, i va ser dissenyada el 1920 per l'arquitecte Juan Vidal i Ramos. És un dels edificis més emblemàtics de la ciutat, tant pel seu volum com per la seua privilegiada situació davant del front marítim de la ciutat.

## Història
El promotor de l'edifici fou l'empresari tèxtil alcoià Enrique Carbonell, enriquit pels guanys obtinguts en la I Guerra Mundial en subministrar uniformes a l'exèrcit francés, amb la intenció de gaudir de prolongades estades a la ciutat.
L'any de la seua inauguració un hidroavió de correus procedent d'Alger es va estavellar contra l'edifici, amb el resultat de la mort dels dos ocupants i greus destrosses en una de les últimes plantes.

## Descripció
La planta baixa i l'entresol de l'edifici es destinaren a locals comercials i oficines, mentre que la resta fou ocupat per habitatges de lloguer. Les distribucions s'organitzen al voltant dels desllunats i dels nuclis d'escala adossats, existint un nucli principal i un altre secundari per a l'accés independent a l'àrea de servei. Al voltant dels desllunats es localitzen els corredors de distribució, i en tot el perímetre exterior la resta de les estances.
Hi ha quatre habitatges a cada planta, amb un ampli programa en cadascun, consistent en: menjador, gabinet, sala, tres dormitoris, dormitori per al servei, cuina, bany, servei, rebedor i vestíbul. L'àrea de servei ocupa la façana de darrere preferentment, i les estances principals donen a la façana que dona a l'Esplanada. A més, la sala i el menjador es fan notar formalment a l'exterior amb sengles miradors.
La composició de la façana s'ajusta a les convencions acadèmiques, amb una distinció tripartida de les parts, simetria, jerarquia, etc. L'ornamentació és del gust francés, recarregada d'elements clàssics.